# Woman's World
«Woman's World» –en español: «El mundo de la mujer»– es una canción de género electropop de la artista estadounidense Cher. Fue lanzada el 18 de junio de 2013 como primer sencillo de su vigésimo sexto álbum de estudio, Closer to the Truth; fue compuesta por Matt Morris, Paul Oakenfold y Anthony Crawford y producida por JD Walker y Oakenfold. Musicalmente, es una canción dance con elementos de europop y house. Líricamente, es un himno feminista en el cual Cher se declara «lo suficientemente fuerte como para sobreponerse por encima de todo», pues esta en «el mundo de la mujer».
Aunque la canción fue estrenada el 22 de noviembre de 2012 en la red, el sencillo oficial fue lanzado hasta mediados de 2013. Cher anunció a través de su página web oficial y su cuenta en Twitter que estrenaría la canción en el capítulo final de la cuarta temporada de The Voice. Casi al instante, publicó a través de su canal oficial en YouTube el video lírico oficial. El sencillo se convirtió en su octavo número uno en la lista Hot Dance Club Songs de Billboard y la catalogó como una de las pocas artistas que ha incursionado en el Adult Contemporary en las últimas cinco décadas.

## Antecedentes y lanzamiento
«Woman's World» es el primer sencillo de su siguiente álbum de estudio Closer to the Truth, el primero desde Living Proof de 2001. Luego de un receso de casi una década, Cher reasumió su carrera como actriz y cantante en 2010 con Burlesque, cinta en la que participó junto con Christina Aguilera. De esta se extrajo una banda sonora en la cual Cher participó en dos canciones: «Welcome to Burlesque» y «You Haven't Seen the Last of Me». La banda sonora fue elogiada por la crítica especializada y pronto corrió el rumor de su regreso a los estudios de grabación.
Mientras trabajaba en los últimos detalles de su nuevo álbum, en noviembre de 2012 varios fragmentos de «Woman's World» se filtraron a Internet luego de que un DJ la utilizó en una discoteca en Michigan, lo que molestó a la cantante. Luego de que la canción completa -aunque sin los remixes finales- se filtrara en Internet, Warner Bros. y Cher decidieron lanzarla anticipadamente. Ella exclamó: «Pensábamos que teníamos más tiempo, pero [Woman's World] comenzó a aparecer por todo el mundo».
El 22 de noviembre de 2012, «Woman's World» fue estrenada en la página oficial de la cantante como «regalo» de Día de Acción de Gracias para sus admiradores. La canción no estuvo disponible en el mercado y solo se podía escuchar a través de otros medios como YouTube y SoundCloud. Luego de responder a regañadientes a un fan vía Twitter, Cher reveló que la canción sería lanzada en junio y el álbum en septiembre de 2013. El 10 de junio del mismo año, reveló la portada y a la vez su fecha de estreno, fijado para el 18 de junio en la final de la cuarta temporada del programa The Voice.

## Composición
«Woman's World» se sumerge en el género dance-pop, con un sonido dance club influenciado por la música disco. Igualmente, está influenciada por la música pop europea y el house. Lírica y musicalmente, coincide con el estilo de algunos de sus éxitos anteriores como «Believe» y «Strong Enough». Los bombos en compañía de una caja TR-808 sirven como prólogo de la canción, estableciendo una atmósfera trance donde Cher canta con voz relajada: I'm dancin' solo, in the dark on the club floor/ I need to let it go, shake it off, stop thinkin' 'bout you' —Bailo en soledad, en la oscuridad de la pista de baile/Necesito dejarlo salir, sacarlo fuera, parar de pensar en ti—. Antes del coro, acrecenta su voz exclamando: Torn up, busted, taken apart/ I've been broken down, left with a broken heart/ But I'm stronger, strong enough to rise above —Desgarrada, arruinada/He sido engañada, dejando mi corazón roto/Pero soy más fuerte, lo suficientemente fuerte como para sobreponerme por encima de todo—. En el coro, exclama con melisma: tell the truth / this is a woman's world —Di la verdad/Este es el mundo de la mujer—.
La letra aborda el tema de la superación luego del fin de una relación amorosa, entregándose al ambiente de una discoteca. En el medio de la canción, Cher se dirige a los oyentes directamente diciendo: All the women in the world, stand up, come together now/ This is a woman's world/ Everybody in the club, stand up, come together now —Todas las mujeres del mundo, de pie, reunámonos ahora/Este es el mundo de la mujer/Todos en el club, de pie, reunámonos ahora— para luego, dar paso a los bombos nuevamente.

## Promoción e interpretaciones en directo
Para promover el sencillo, Cher cantó «Woman's World» en la final de la cuarta temporada del programa The Voice. Como apoyo a la presentación, la cantante utilizó el hashtag #CherLiveStream a través de la red social Twitter para ofrecer una entrevista detrás de escena a sus seguidores. Luego, «Woman's World» fue lanzado a través de las plataformas iTunes y Amazon en Canadá y Estados Unidos, junto con la opción de ordenar anticipadamente todo el álbum. Las primeras 500 órdenes serían autografiadas por Cher.
El sencillo apareció en el servicio Spotify y tres remixes oficiales fueron montados en el canal oficial de la cantante en YouTube, dichos remixes fueron obra de Tracy Young, Danny Verde y R3hab. El video oficial se grabó en enero de 2013 y fue publicado en exclusiva a través de The Daily Mail el 20 de agosto del mismo año. Como servicio social a sus admiradores, la fundación Cher Charitable Foundation subastó una pequeña aparición en el video oficial. La subasta ganadora recaudo cerca de USD$5,700, los cuales fueron donados a GlobalGiving.
El 27 de junio, Cher participó en el programa de variedades Watch What Happens Live al lado de Andy Cohen. El 30 de junio interpretó la canción junto con «Strong Enough» y «Believe» como parte del acto principal del festival Dance on the Pier en el desfile del orgullo gay de Nueva York; el mismo día, ofreció varias entrevistas a algunas estaciones de radio y visitó algunas discotecas de la ciudad. El 4 de julio cantó en la trigésimo quinta edición del concierto Macy's 4th of July Fireworks, transmitido en vivo por la NBC.

## Recepción crítica

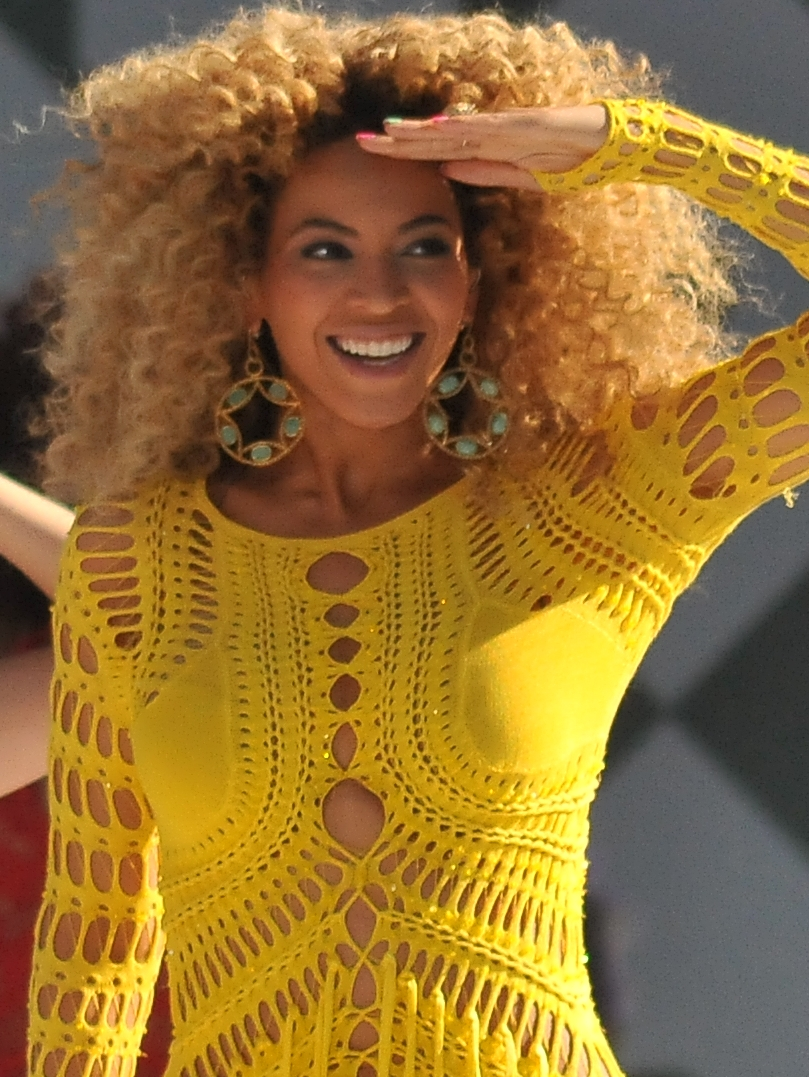
«Woman's World» fue comparada con «Run The World (Girls)» de Beyoncé, también considerada como un himno feminista.

La canción fue recibida con reseñas mixtas, en su mayoría positivas, por parte de la crítica especializada. Young Tan de So So Gay le dio cinco de cinco estrellas, alegando que esta recordaba sus más grandes éxitos como «Believe» y «Strong Enough». También declaró que su voz «aún se mantenía en buena forma» y sus seguidores gais la disfrutarían al máximo. Robbie Daw de Idolator exclamó que estaba «llena de sorprendentes sintetizadores y beat imparable». Malene Arpe de The Toronto Star la consideró «genial, espectacular, una patada en el trasero de una Cher pura». Gregory Ellwood de HitFix la llamó «una rola pegadiza que sin duda hará felices a sus admiradores y que conseguirá algunas reproducciones en los clubes gay». Le dio una calificación de B+ y declaró estar emocionado al ver que «ella aún podía cantar a voz en grito como lo hacen los más jóvenes».  Keith Cauldfield de la revista Billboard la llamó un «sencillo dance descomunal».
Sin embargo,  Michael Cragg de The Guardian le dio una reseña mixta, sosteniendo que «Woman's World» «apunta directamente a la yugular de la música electrónica, pero se las arregla para sonar anticuada; podría no ser tan sorprendente dado que fue producida por Paul Oakenfold». La comparó con las canciones «baratas» y «tristes» de Alexandra Burke en su álbum Heartbreak on Hold, con la diferencia de que la voz de Cher estaba «comprometida». Sarah Dean de The Huffington Post la etiquetó como un «himno de la pista de baile», añadiendo que reconoció su voz «fuerte y clara instantáneamente», pero se preguntó: «¿acaso la electrónica hace lo suficiente para introducir su sonido a esta década?». Dean comparó «Woman's World» con «Run The World (Girls)» de Beyoncé.
El crítico Mike Wass elogió la portada del sencillo diciendo: «Cher ha elevado el listón de la elegancia y el glamour con una imagen exquisita, con el photoshop al borde de la animación. La leyenda del pop viste un discreto —bajo sus estándares— peinado y mira tímidamente a la cámara con la ingenuidad de una chica de 18 años que lleva en el corazón».

## Formatos de lanzamiento
- Descarga digital

1. Versión del álbum – 3:41

- Remixes oficiales no comerciales:

1. Danny Verde Club – 7:10
2. Danny Verde Dub – 6:49
3. Danny Verde Radio Edit – 3:50
4. Danny Verde Radio Remix – 3:47
5. David Morales Pride Anthem – 7:51
6. Jason Nevins Remix – 5:41
7. Jason Nevins Dub – 5:56
8. Jason Nevins Radio Remix – 3:43
9. Jodie Harsh Radio Remix – 3:33
10. Mvscles Radio Remix – 2:33
11. R3hab Remix – 4:04
12. R3hab Clean Remix – 3:35
13. R3hab Radio Edit – 3:32
14. Tracy Young's Ferosh Club – 7:43
15. Tracy Young's Ferosh Dub – 6:45
16. Tracy Young's Ferosh Ext. Dub – 7:49
17. Tracy Young's Ferosh Radio Edit – 3:47
18. Tracy Young's Ferosh Radio Remix – 3:45
19. TyDi Club Mix – 6:34
20. TyDi Radio Remix – 3:34
21. Zookeeper Extended Mix – 6:52
22. Zookeeper Radio Remix – 4:05

## Posicionamiento en listas

### Semanales
| Alemania          | Media Control Charts                     | 66 |
| Australia         | ARIA Singles Chart                       | 77 |
| Austria           | Ö3 Austria Top 40                        | 60 |
| Bélgica (Flandes) | Ultratop 50 Singles                      | 87 |
| Bélgica (Valonia) | Ultratop 40 Singles                      | 38 |
| Brasil            | Hot 100 Songs & Tracks                   | 95 |
| Brasil            | Top 30 Dance Club Play                   | 4  |
| Estados Unidos    | Billboard Adult Contemporary             | 28 |
| Estados Unidos    | Billboard Bubbling Under Hot 100         | 25 |
| Estados Unidos    | Billboard Dance Club Songs               | 1  |
| Estados Unidos    | Billboard Dance/Electronic Songs         | 16 |
| Estados Unidos    | Billboard Dance/Electronic Digital Songs | 7  |
| Suiza             | Schweizer Hitparade                      | 26 |
| Venezuela         | Record Report                            | 98 |
| Venezuela         | Record Report — Pop Rock                 | 9  |
| Colombia          | Record Report — Pop Rock                 | 1  |
| Colombia          | Record Report                            | 15 |

## Certificaciones
| Territorio | Organismo certificador | Certificación | Ventas certificadas | Simbolización | Ref.   |
| ---------- | ---------------------- | ------------- | ------------------- | ------------- | ------ |
| Venezuela  | AVINPRO                | Oro           | 5 000               | ●             | [ 42 ] |

## Historial de lanzamientos
| País           | Fecha                   | Formato                                     | Discográfica         |
| -------------- | ----------------------- | ------------------------------------------- | -------------------- |
| Canadá         | 18 de junio de 2013     | Descarga disponible al pre-ordenar el álbum | Warner Bros. Records |
| Estados Unidos | 18 de junio de 2013     | Descarga disponible al pre-ordenar el álbum | Warner Bros. Records |
| Australia      | 30 de agosto de 2013    | Descarga digital                            | Warner Bros. Records |
| Francia        | 30 de agosto de 2013    | Descarga digital                            | Warner Bros. Records |
| Unión Europea  | 2 de septiembre de 2013 | Descarga digital                            | Warner Bros. Records |
| Alemania       | 4 de octubre de 2013    | Disco compacto con «I Hope You Find It»     | Warner Bros. Records |